# Wintergewitter (Roman)
Wintergewitter ist ein Roman des evangelischen Pfarrers und Schriftstellers Kurt Ihlenfeld und zugleich dessen Hauptwerk. Die Erstausgabe erschien im Jahr 1951 beim Eckart-Verlag, Witten und Berlin. Ihlenfeld erhält für das Werk 1952 den Westberliner Fontane-Preis.

## Geschichtlicher Hintergrund
Das Buch hat das Schicksal der Zivilbevölkerung in den deutschen Ostgebieten Anfang 1945 zum Inhalt. Es hat einen autobiographischen Hintergrund, denn Ihlenfeld selbst war 1944/45 Pfarrer in Pilgramsdorf in der Nähe von Liegnitz. Er tritt in der Person eines Pastors auf, der in den ersten drei Teilen des Romans die Hauptrolle spielt, bis er den Ort der Handlung, ein Dorf in Niederschlesien, zusammen mit dessen übrigen Bewohnern in Richtung Westen verlässt.
Gewidmet ist der Roman drei Personen, die zum Zeitpunkt des Erscheinens des Romans bereits verstorben waren: neben dem protestantischen Dichter und Romancier Jochen Klepper und dem Humanisten und klassisch philologisch versierten Übersetzer Ludwig Wolde dem Theologen und Schriftsteller Siegbert Stehmann. Letzterer, im Januar 1945 in Polen als Offizier der Wehrmacht gefallen und Mitglied der Bekennenden Kirche, dürfte Vorbild für die Figur des Leutnants gewesen sein.

## Gliederung
Die formale Gliederung des Romans umfasst vier Teile:
1. Die Chronik
2. Das Tagebuch
3. Das Gespräch
4. Die Legende

## Inhalt
Im Mittelpunkt stehen die für die deutsche Bevölkerung Niederschlesiens katastrophalen Ereignisse zu Beginn des Jahres 1945, also in der Schlussphase des Zweiten Weltkriegs. Die Rote Armee näherte sich unaufhaltsam, die Wehrmacht war geschlagen und wich zurück. Der Verlust der Heimat, der Einbruch des Chaos in eine bislang geordnete Welt, möglicherweise auch das Ende des eigenen Lebens, begannen den Bewohnern der frontnahen Dörfer langsam bewusst zu werden, sind aber zum Zeitpunkt der Romanhandlung noch keine Realität.
Das Herannahen der Front und des Geschützdonners werden von den Betroffenen gleichsam surreal als „Wintergewitter“ wahrgenommen, woraus sich der Titel erklärt. Gewitter ist hier Metapher im Assoziationsfeld von Unheil, Gericht, Reinigung und Sühne.
Den heimlichen Helden der Erzählung bildet ein fiktiver Leutnant, der wie sein historisches Vorbild Siegbert Stehmann als überzeugter Christ in innerer Opposition dem Militär des NS-Staates dient, gehalten nur durch die Verantwortung gegenüber den ihm anvertrauten Soldaten. Er stirbt gegen Ende des Buches, fällt aber nicht im Kampf, sondern durch die Hand eines Kriminellen.
Doch ändert dies nichts an der Überzeugung des Leutnants, für ein bestimmtes Ziel sterben zu müssen. In dem Tagebuch, das er hinterlässt, wird dieses folgendermaßen umrissen:
„WIR WERDEN GEOPFERT. Ich habe mich lange dagegen gesträubt. Ich wäre gern einen andern Weg gegangen. Aber keiner, der sich weigert, geopfert zu werden, soll meinen, er sei schuldlos geblieben. … Das Opfer wird einmal nicht geringer geachtet werden als der Widerstand. Und wir werden geopfert. Es ist noch Zeit dafür.“
Die Terminologie erinnert an den postum erschienenen Sammelband zu Aufsätzen und Gedichten Siegbert Stehmanns „Opfer und Wandlung“, Witten und Berlin, Eckart-Verlag 1951, mit einem Vorwort von Rudolf Alexander Schröder.

## Zitat
Das Tagebuch des Leutnants beinhaltet ein Plädoyer für eine umfassende, die Völker verbindende und zukunftweisende Humanität, bleibt aber einem anthropologischen Skeptizismus verpflichtet:

„ES SCHEINT MIR SEHR UNGEWISS, ob diejenigen, die in diesen Jahren so tapfer Widerstand geleistet haben – bei uns und in den anderen Ländern – auch berufen sein werden, einen neuen Zustand der Völkergemeinschaft herbeizuführen. Reif zu solcher Aufgabe wären sie jedenfalls nur dann, wenn sie aus ihren Erinnerungen auch den geringsten Gedanken an ihre Verdienstlichkeit und jede Empfindung von Rachsucht zu tilgen vermöchten. Da sie aber dazu vermutlich nicht imstande sein werden, so wird das erhoffte Werk der Versöhnung erst von der kommenden Generation zu erwarten sein. Auch von der Kirche.“